# Bitva u Naročského jezera
Bitva u Naročského jezera (německy Schlacht am Naratsch-See) bylo střetnutí mezi německou a ruskou armádou během bojů první světové války na východní frontě, které se odehrálo od 18. do 30. března 1916. K bitvě došlo v severozápadním Bělorusku během ruské ofenzívy namířené proti Vilnu. Rusové útok naplánovali na žádost francouzského velení, tak aby došlo k odvedení německé pozornosti od právě probíhajících bojů u Verdunu. Nedostatečná dělostřelecká příprava nekoordinovaná s postupem pěchoty však způsobily, že útočící Rusové prorazili frontu za cenu obrovských ztrát jen v krátkém úseku u Naročského jezera. Zde Němce dokázali překvapit útokem v husté mlze přes vody zamrzlého jezera. Připravení Němci ruskou ofenzívu záhy zastavili a ztracená území získali rychle zpět během následných protiútoků. Ruské ztráty v bitvě se vyšplhaly na 110 000 mužů, z nichž přibližně 12 000 zemřelo na podchlazení v důsledku mrazivého počasí. Neúspěch v bitvě u Naročského jezera výrazně podlomil morálku ruských jednotek nasazených během ofenzívy.